# 苏里南华人
华裔苏里南人（荷蘭語：Chinese Surinamers）是华裔血统的苏里南居民。华裔苏里南人是苏里南人的一小部分。在57万名苏里南人中，华裔大约有7万，占总人口的约7%或者12.2%。多数苏里南华人认为他们的祖籍是广东客家人（东莞、惠阳或宝安），也有一小部分客家人來自广东鹤山。
许多华裔苏里南人活跃于零售与商业群体中。荷兰的华裔中，有6%来自于苏里南。
蘇里南華人有自己的組織廣義堂，以及中文報刊《洵南日報》。

## 移民歷史

### 十九世紀的契约劳动者
在1853年，由于奴隶制的废除，苏里南的种植园主们为劳动力的短缺而恐惧。他们叫政府从海外招募别的劳动者来。
爪哇（荷兰殖民地）政府招募了由18名华裔组成的一群契约劳工，让他们在萨拉马卡的卡塔丽娜·索菲娅（Catharina Sophia）种植园工作。由于获取这些劳动者的耗费太高，招募方决定不从爪哇，而从中国招募第二群人。在1858年，500名华裔劳工被荷兰驻澳门领事招募。他们在4月抵达苏里南，但结果却是，没人想雇人来做可以被奴隶们“免费”做的工作。
因此，与华裔的这份契约被修改，而由于哈尔莱斯·皮雷·欣普夫（Charles Pierre Schimpf）总督偏袒于雇佣者一方，因此这些华裔还被蒙在鼓里。华裔现在能被当作奴隶般对待了。之后当华裔们为此而反叛之时，由于没有合法的诉讼程序以及与现存规章相对立，他们被警方施以了笞刑。这是一种不合法的行为，但反复出现。
虽然殖民地部部长扬·雅各布·罗许森受到了质询（正式的获取信息的请求），但这并没有帮助。
在19世纪50与60年代，大约有2500名华裔去了苏里南。大多数人被雇用为了种植园的契约劳工。在他们的契约期满之后，许多人在贸易中，尤其是食品零售方面,找到了机遇。

### 二戰之后的移民
其他的华裔作为自由劳工、贸易者以及店铺助手而来到苏里南。这尤其是在20世纪50与60年代。进一步的大规模移民是在20世纪90年代到来的。在2007年，苏里南有超过7万名华裔，并且移民行为仍不间断。中国对木材与矿物的快速增长的要求使得苏里南对于中国的商业非常具有吸引力。来自中国北部的新华裔移民们在苏里南被叫作“盐水中国人”。
从20世纪60年代起，数千名华裔又开始从苏里南移民到荷兰。
华裔在小型与中型交易行业中，长期占据着显著的位置。他们的后代们或者是混血儿，或者是完全的华裔血统。这些人大多数都受过良好教育，分布在在社会的各种各样的区域。此外，苏里南人也已吸纳了一些华裔的习俗。

## 著名人物
华裔苏里南人
- 陈亚先：苏里南总统与总理，1980-1982；他父亲一方是中国客家人，母亲一方则是混血的克里奥耳人。
- Imro Fong Poen（荷兰语：Imro Fong Poen）：内阁部長，1980-1986。
- 张运华（荷兰语：Jack Tjon Tjin Joe）：内阁部長，1980-1981，2000-2002。
- 张吉兴（荷兰语：Erik Tjon Kie Sim）：内阁部長，1982-1986。
- 李火秀（荷兰语：Allan Li Fo Sjoe）：内阁部長，1984-1988。
- 杨进华（荷兰语：Michael Jong Tjien Fa）：内阁部長，2002-2010。
- Abigail Lie A Kwie：农业部副部长；全信党（Pertjajah Luhur）的政治家。
- Sandra Lee（Li Kailin）：国民大会成员；苏里南国民党政治家。
- Arthur Tjin A Tsoi：国民大会成员；苏里南国民党政治家。
- 陳家慧：蘇利南驻中华人民共和国大使。
- Tjin-A-Djie家族（英语：Tjin-A-Djie family）：有影响的巨头家族。
- Humberto Tan（荷兰语：Humberto Tan）：广播与电视节目主持人，作家。
- 冯亚荣：足球运动员。
- Chuanrui Wang（王传瑞）：国民大会成员；苏里南进步与改革党政治家。

华裔荷兰人
- Varina Tjon-A-Ten（英语：Varina Tjon-A-Ten）：被选为荷兰众议院议员的首名华人，2003-2006；她是名混血儿，祖父是从广东移民到苏里南的中国客家人。
- 何天送（英语：Roy Ho Ten Soeng）：北荷兰省芬赫伊曾镇（英语：Venhuizen）镇长，2000-2006；荷兰首位移民镇长；荷兰与欧洲的首位华人镇长。
- Anton Jie Sam Foek（英语：Anton Foek）：首位荷兰驻拉丁美洲广播通讯记者。
- Guillaume Lo A Njoe（荷兰语：Guillaume Lo A Njoe）：艺术家。
- 阿龙·温特尔：荷兰国家足球队成员，赢得过1988年欧洲足球锦标赛；在1996年和2000年的欧洲足球锦标赛和1990年、1994年和1998年的国际足联世界杯比赛中也代表过荷兰；他是名混血儿，他的祖父张俊强是苏里南客家人。[1]
- Etienne Shew-Atjon（英语：Etienne Shew-Atjon）：足球运动员。
- 荣阿宾：足球运动员；他是名混血儿。